# Marc Breuer
Pour les articles homonymes, voir Breuer (homonymie).
Marc Breuer (19 novembre 1912, Francfort-sur-le-Main, Allemagne-12 janvier 2002, New York, États-Unis) est un éducateur juif orthodoxe franco-américain d'origine allemande, un des dirigeants du mouvement de jeunesse Yechouroun, qui a une influence importante sur le judaïsme français. Il est un arrière-petit-fils de Samson Raphael Hirsch. Il est le fils aîné du rabbin Joseph Breuer.

## Éléments biographiques

### LaSeconde Guerre mondiale

#### Stade de Colombes, le 6 septembre 1939
Comme il est à cette époque de nationalité allemande, le rabbin Élie Munk doit se présenter, au stade de Colombes, le 6 septembre 1939. Il y retrouve parmi les 15 000 hommes convoqués, des amis comme Marc Breuer.
Dans ce stade de Colombes, les juifs religieux d'origine allemande ou autrichienne vont s'organiser, créant des groupes de prière (minyonim) et d'étude (shiurim). Ils passent Roch Hachana dans le stade. La communauté juive leur avait fait parvenir des vivres pour la fête. Deux jours avant Yom Kippour, un groupe de 120 hommes dirigés par le rabbin Élie Munk est transféré par bus  à la gare d'Orléans et de là  à Maroles, un village de la Val de Loire, à environ 150 kilomètres au sud de Paris. À cet endroit, le soir, le rabbin Élie Munk donne des cours (shiurim).

#### Lyon
Le rabbin Robert Brunschwig à Lyon s'occupe de la Communauté juive orthodoxe et des juifs dispersés autour de l'agglomération. Il préside au mariage de l'arrière-petit-fils de Samson Raphael Hirsch, Marc Breuer (avec Lotte Kaiser), le 8 avril 1941.
Théo Klein s’occupe avec Jacques (Bô) Cohn, Marc Breuer et son frère Moché Catane, de la restructuration du mouvement Yechouroun sous la forme de cours par correspondance sur le judaïsme et  l’organisation des camps de vacances à Montentin (Haute-Vienne) (1941) et à Ussac (Corrèze) (1942) pour les jeunes juifs isolés et dispersés dans la France occupée par les Allemands.

## Œuvres
- Marc Breuer. La Thora commentée. [Publié en premier en cours de correspondance par Yechouroun, 1945-1946. Basé sur le Commentaire de Samson Raphaël Hirsch sur le Pentateuque].

## Témoignages
Dans ses Mémoires publiés en 1994, Elie Wiesel raconte son séjour à Ambloy (Loir-et-Cher):
"Un groupe d'intellectuels juifs religieux, Yeshurun (Yechouroun), vient souvent passer le Shabbat avec nous. J'assiste aux réunions, sans doute trop savantes, avec un sentiment d'exclusion: je ne comprends pas leur français. Parmi eux, Marc Breuer, fils et petit-fils de rabbins ; Théo Dreyfus, auteur d'un ouvrage sur le Maharal de Prague, deviendra directeur de l'école Maïmonide avant d'émigrer en Palestine ; Benno Gross, autre élève d'André Neher, enseignera à l'université Bar-Ilan et Lucien Lazare écrira des ouvrages importants sur la Résistance juive et les Justes non juifs en France."